# استیون اسپینلا
استیون اسپینلا (به انگلیسی: Stephen Spinella) (زاده ۱۱ اکتبر ۱۹۵۶) بازیگر آمریکایی است. از فیلم‌های او می‌توان به شغال، کانی و کارلا، باوفا و چیره‌دستی اشاره کرد.